# ニルス・グスタフ・ノルデンショルド
ニルス・グスタフ・ノルデンショルド（Nils Gustaf Nordenskiöld、1792年10月12日 - 1866年2月2日）は、鉱物学者。息子は鉱物学者、探検家のアドルフ・エリク・ノルデンショルドである。

## 生涯
当時、スウェーデン王国の一部であった南フィンランドのMäntsälä生まれ。ヘルシングフォシュ（現在のヘルシンキ）とスウェーデンで鉱物学を学んだ後、フィンランドの鉱物検査官に任命された。フィンランドはそのときまでにロシアに割譲されており、自治権を持つ大公国となっていた。
1819年10月3日、ロシア科学アカデミーの通信会員に選ばれた。同アカデミーはピョートル1世の命により1724年1月28日（2月8日）の元老院布告により設立された。1853年には、スウェーデン王立科学アカデミーの外国人会員にも選ばれている。
それまでフィンランドやロシアで知られていなかった多くの鉱物を記述・発見した。1820年、フィンランドの鉱物に関する最初の科学的ハンドブックとして有名な論文を発表した。また、外国のジャーナルにも多くの論文を発表し、北欧以外の国でも注目されるようになった。後年、息子のアドルフ・エリク・ノルデンショルドとこの知識を共有し、探検家として有名になることを約束した。
1823年にフィンランドに戻り、1828年にヘルシングフォシュに新設された鉱業委員会の監督官に任命され、1865年に亡くなるまでその職にあった。

## 原石の発見

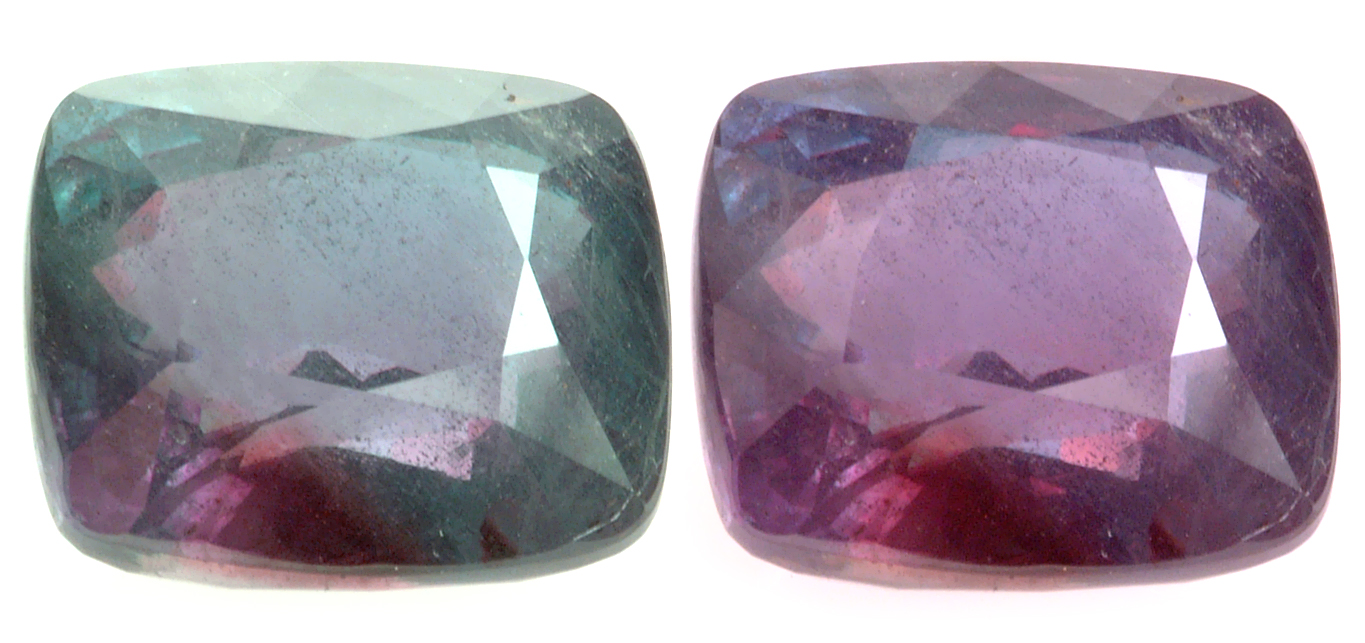
アレキサンドライトの原石

議論はあるもののよく知られた話によると、アレキサンドライトは、1834年のアレクサンドル皇太子（後のアレクサンドル2世）の誕生日である4月17日にノルデンショルドにより発見され、彼にちなんで命名された。アレキサンドライトを発見したのはノルデンショルドであるが、彼がアレキサンドライトを発見し、アレクサンドルの誕生日に命名したとは考えられない。ノルデンショルドが最初に発見したのはレフ・ペロフスキー伯爵から受け取った新発見の鉱物試料を発見した結果であり、彼は最初エメラルドだと思っていた。硬度の高さに戸惑っていたものの彼は調査を続けていた。その日の夜にろうそくの光の下で試料を見ていたところ、石の色が緑ではなくラズベリーレッドに変わっているのを見て驚いた。後日、彼は金緑石の新種の発見を確認し、"diaphanite"（ギリシア語で「2」を意味する"di"、「見えない」を意味する"aphanes"、「現れる」を意味する"phan"）という名前を提案した。しかし、Perovskiiはこの貴重な標本を皇室に納め自身が皇室に取り入れられるために、1834年4月17日、後に皇帝となる人物に献上し、彼に敬意を表してアレキサンドライトと命名した。

## 他の鉱物
ノルデンショルドにより記述された他の鉱物には以下のものがある。
- 灰長石 amphodeliteという名前で[4]
- ainalite（1855年）錫石の一種[5]
- サマルスキー石-(Y)（英語版） 1855年にadelpholiteという名前で[5]
- クルックス鉱（1866年）[6]
- kämmererite（1841年） クリノクロアの一種
- lazur-apatite（1857年）燐灰石の一種[7]
- 灰長石 lepoliteという名前で[8]

1849年には「ウラルのクリソライト」と呼ばれるものを調べ、それがアンドラダイトガーネットが豊富な緑色の種類であることを発見した。1854年、この石にデマントイド（「ダイヤモンドのような」という意味）という名前を提案した。